# Tallé (Thiou)
Pour les articles homonymes, voir Tallé.
Tallé est une localité du Burkina Faso, située dans le département de Thiou,  la province du Yatenga et la région du Nord, à proximité de la frontière avec le Mali. 

## Géographie

### Climat
Tallé est dotée d'un climat de steppe sec et chaud, de type BSh selon la classification de Köppen, avec des moyennes annuelles de 28,6 °C pour la température et de 565 mm pour les précipitations.

## Démographie
Lors du recensement de 2006, on y a dénombré 3 230 habitants. 

## Éducation et santé
En 2016-2017, la localité possède quatre écoles primaires publiques.